# 西六郷村
西六郷村（にしろくごうむら）は、大阪府中河内郡にあった村。現在の東大阪市の北西部、近鉄けいはんな線・荒本駅の北側一帯にあたる。

## 歴史
- 1889年（明治22年）4月1日 - 町村制の施行により、若江郡本庄村・中野村・横枕村・箕輪村の区域をもって発足。
- 1896年（明治29年）4月1日 - 所属郡が中河内郡に変更。
- 1931年（昭和6年）4月1日 - 北江村・東六郷村と合併して盾津村が発足。同日西六郷村廃止。

## 交通

### 鉄道路線
現在は旧村域に近鉄けいはんな線の荒本駅が所在するが、当時は未開業。

### 道路
現在は旧村域を近畿自動車道・第二阪奈有料道路が通過するが、当時は未開通。

## 現在の旧村域
概ね町村制施行前の旧村名を継承した本庄・本庄西・本庄中・本庄東・横枕・横枕西・横枕南・中野南・中野・箕輪に該当し、東大阪市立盾津中学校の学区の一部をなす。